# Cornelius Van Dyck
Cornelius Van Dyck, est un orientaliste, écrivain, scientifique et professeur américain, né le 13 août 1818 à Kfarchima (État de New York), et mort le 13 novembre 1895. Il a grandement contribué à la renaissance de la littérature arabe et est connu pour être un des pères fondateurs de l'Université Américaine de Beyrouth.
Il a fondé des écoles et des hôpitaux en Liban et a écrit des ouvrages académiques en arabe.  Il a été surnommé "le grand professeur de Syrie" et "le philosophe de l'Orient" et a reçu des éloges du sultan ottoman.

## Biographie

### Sa jeunesse américaine
Cornelius Van Dyck est né à Kinderhook, dans l'État de New York, le 13 août 1818, en tant que septième et dernier enfant d'une famille d'origine néerlandaise qui avait émigré en Amérique au XVIe siècle. Très jeune, il a démontré une grande intelligence et a maîtrisé plusieurs langues, dont le grec et le latin, en plus de l'anglais et du néerlandais. Son père était médecin et tenait une pharmacie à New York, où Cornelius l'a aidé en développant des outils et en collectant des plantes locales pour les classer scientifiquement.
Après la faillite de son père, Cornelius a continué d'étudier en empruntant des livres et en suivant des conférences scientifiques. Un de ses voisins médecins l'a encouragé à profiter de sa bibliothèque médicale, et Cornelius a appris la biologie et la chimie. Avant d'atteindre ses vingt ans, il a acquis une telle expertise qu'il a commencé à donner des conférences sur la chimie. Peu après, il a étudié la pharmacie et, grâce à un soutien financier de la part de certains habitants de sa ville, il a pu entrer à l'école de Springfield puis à l'école Jefferson à Philadelphie, où il a obtenu son diplôme de médecine. À 21 ans, il a été choisi par la Société des missionnaires américains pour partir au Levant en tant que médecin.

### Son séjour en Orient
Cornelius Van Dyck est arrivé à Beyrouth le 2 avril 1840 après un voyage en bateau depuis Boston avec des missionnaires américains. Après une période de quarantaine de quarante jours, il a appris quelques mots et phrases en arabe avant de se rendre à Jérusalem, où il a pratiqué la médecine pendant neuf mois tout en apprenant la langue arabe. Il a ensuite continué ses études arabes à Beyrouth avec des érudits locaux tels qu'Élias Fawaz et Nasif Yaziji, et est devenu un expert en arabe, en hébreu et en syriaque.
En 1842, Van Dyck a épousé Julia, la fille du consul britannique à Beyrouth, et en 1843, il a fondé une école dans le village d'Aabeyeh, où il a insisté pour que l'enseignement soit en arabe, écrivant plusieurs manuels dans cette langue. Après plusieurs années de travail à l'école, il s'est consacré à la traduction de la Bible en arabe, un projet qu'il a achevé en 1864.

### L'Université Américaine de Beyrouth
L'idée de l'Université Américaine de Beyrouth est née en 1863 dans la maison de Van Dyck à Beyrouth, lorsque les missionnaires américains ont décidé de fonder une école qui deviendrait la collège syrien-protestant (nom original avant de devenir l'Université Américaine en 1920). En 1866, la première session de l'université a commencé dans la maison de Boutros al-Boustani.
Van Dyck a rejoint le corps professoral de l'Université Américaine de Beyrouth en 1868 lorsque la faculté de médecine a été fondée. Bien qu'il ait accepté un salaire modeste, il a contribué à établir le programme et a enseigné diverses matières, y compris la chimie et la pathologie. Il a également fondé le premier observatoire astronomique de l'université, le "Observatoire Van Dyck", grâce à ses propres financements.

#### Défenseur de la langue arabe
Dans les années 1880, l'administration de l'université a décidé de passer de l'arabe à l'anglais comme langue d'enseignement. Van Dyck s'y est opposé vigoureusement et, après avoir défendu sans succès la langue arabe, il a démissionné, déclarant : "Je ne suis venu en Syrie que pour enseigner les sciences dans leur langue."

#### Ses contributions à la société
Van Dyck a joué un rôle majeur dans la publication de livres en arabe et dans la gestion de la presse et des institutions académiques de Beyrouth, notamment en tant que directeur de l'impression à l'imprimerie américaine de Beyrouth. Il a également été membre fondateur de plusieurs sociétés scientifiques et littéraires, comme la Société syrienne et l'Académie scientifique orientale.

### Fin de vie
Van Dyck est décédé le 13 novembre 1895 après une longue maladie. Conformément à ses souhaits, il a été enterré en silence à Beyrouth, sans cérémonie publique. Cependant, ses contributions ont été honorées par un buste érigé en 1899, et l'Université Américaine de Beyrouth a dédié un bâtiment en son nom en 1931.

## Œuvres principales
Il a écrit de nombreux ouvrages en arabe, dont :
- Le cercle en poésie et en rimes (1857)
- Principes de chimie (1869)
- Les origines des mathématiques (1873)
- Le pathologique et l'anatomie (1874)
- Histoire de la Réforme du XVIe siècle (1878)